# Diploschizia glaucophanes
Diploschizia glaucophanes är en fjärilsart som beskrevs av Edward Meyrick 1922. Diploschizia glaucophanes ingår i släktet Diploschizia och familjen gnuggmalar. Inga underarter finns listade i Catalogue of Life.